# Job Koo Yobi
Job Koo Yobi (* 25. Januar 1951 in Gapyeong, Gangwon-do, Südkorea) ist ein südkoreanischer römisch-katholischer Geistlicher und Weihbischof in Seoul.

## Leben
Job Koo Yobi empfing am 24. Februar 1981 das Sakrament der Priesterweihe für das Erzbistum Seoul.
Neben verschiedenen Aufgaben in der Pfarrseelsorge studierte er von 1983 bis 1986 beim Istituto del Prado in Lyon. Von 1993 bis 1998 war er Direktor der nationalen Vereinigung der katholischen Arbeiterjugend, Mitglied der Kommission für die Arbeiterseelsorge und Verantwortlicher des Istituto del Prado in Korea. Von 1998 bis 2000 studierte er am Institut Catholique de Paris und erwarb das Lizenziat in Spiritualität. Von 2002 bis 2007 war er Spiritual am Priesterseminar und von 2007 bis 2013 erneut Verantwortlicher des Istituto del Prado in Korea sowie Mitglied des internationalen Rates der Gemeinschaft. Von 2013 bis zu seiner Ernennung zum Bischof war er Pfarrer in Poi-Dong.
Am 28. Juni 2017 ernannte ihn Papst Franziskus zum Titularbischof von Sfasferia und zum Weihbischof in Seoul. Der Erzbischof von Seoul, Andrew Kardinal Yeom Soo-jung, spendete ihm am 17. August desselben Jahres die Bischofsweihe. Mitkonsekratoren waren die Weihbischöfe Timothy Yu Gyoung-chon und Benedictus Son Hee-Song.